# Burgundiai Izabella német királyné
Bugundiai Izabella, ismert még mint Erzsébet vagy Ágnes (Chambly, 1270 – 1323. augusztus) 1284–1291 között német királyné, I. Rudolf német király felesége.

## Családja
A Burgundiai-ház tagja: IV. Hugó herceg és második felesége, Navarrai Beatrix királyi hercegnő harmadik gyermeke és második leánya. A szülők 1258-ban házasodtak össze.
Apai nagyszülei: III. Odó burgundiai herceg és második hitvese, Vergyi Alíz úrnő
Anyai nagyszülei: I. Theobald navarrai király és harmadik neje, Bourbon Margit navarrai királyné
Féltestvérei (apja első házasságából):
- Margit (1229–1277), Molinot úrnője, aki Vilmoshoz, St Jean grófjához ment hozzá

- Odó (1230–1266. augusztus 4.), aki Dampierre-i Matildát vette nőül, kitől három leánya (Jolánta, Margit és Adelheid) született

- János (1231–1268. szeptember 29.), aki 1248 februárjában a körülbelül 11 éves Dampierre-i Ágnest vette nőül, kitől csupán egy gyermeke (Beatrix) született frigyük 20 és fél éve során

- Adelheid (1233 körül–1273. október 23.), aki 1251-ben a körülbelül 21 éves III. (Reginar) Henrik brabant-i herceg felesége lett, akinek négy örököst (Henrik, János, Gotfrid és Mária) szült házasságuk mintegy tíz éve során

- Róbert (1248–1306. március 21.), aki 1279-ben a körülbelül 19 esztendős Capet Ágnes francia királyi hercegnőt vette el, kitől nyolc gyermeke (Hugó, Blanka, Margit, Johanna, Odó, Lajos, Mária és Róbert) született frigyük mintegy 27 éve során

Édestestvérei:
- Hugó (?–1288), Avallon vikomtja, aki Margaret de Salins-t vette el

- Margaréta (?–1300 után), Vitteaux úrnője, aki a körülbelül 14 éves I. (Chalon-Arlay) János gróf hitvese lett 1272 körül, kitől csupán egy fia született, Hugó

- Johanna (?–?), akiből apáca lett később

- Beatrix (1260 körül–1329), Grignon úrnője, ő 1276. július 1-jén a 17 esztendős XIII. (Lusignani) Hugó La Marche-i gróf felesége lett, ám örökösük nem született frigyük 27 éve alatt

## Élete
Még 1272-ben eljegyezték őt az akkor körülbelül 6 éves Flandriai Károly gróffal, aki azonban 1277-ben meghalt, nyilván valamilyen gyermekbetegség következtében.
Izabella 1284. február 6-án nőül ment a három éve megözvegyült, hétgyermekes, 65 éves I. Rudolf német királyhoz, akinek azonban nem szült gyermeket frigyük hét éve alatt. Rudolf 1291. július 15-én elhunyt, az asszony pedig visszatért a burgundiai udvarba, ahol 1294. november 20-án megadták neki a „Vieux-Château úrnője” címet. 
Izabella ismét oltár elé állt, ezúttal IX. (Chambly-i) Péter neaufles-i nemesúrral, akitől csupán egy leánya született, Johanna (Neauphle-le-Chateau úrnője).